# Showgirls
Pour les articles homonymes, voir Showgirl.
Série
 Showgirls 2: Penny's from Heaven 
(2015)
Pour plus de détails, voir Fiche technique et Distribution.
Showgirls ou Les Girls de Las Vegas au Québec est un film franco-américain réalisé par Paul Verhoeven et écrit par Joe Eszterhas, sorti en 1995. Le long-métrage met en vedette Elizabeth Berkley dans le rôle de Nomi Malone, une jeune femme aux ambitions démesurées qui se rend à Las Vegas pour faire carrière dans le monde du spectacle. Elle découvre rapidement la dureté et la compétition impitoyable qui règnent dans l'univers des danseuses de cabaret, où le succès et la gloire sont souvent synonymes de trahison et de sacrifice.
À sa sortie, le film a suscité des critiques particulièrement sévères, qui ont pointé du doigt son scénario, la performance des acteurs et son ton trop cru. Showgirls a été un échec commercial et a valu à Paul Verhoeven un Razzie Award, une récompense destinée aux pires productions cinématographiques. La carrière d'Elizabeth Berkley, alors principalement connue pour son rôle dans la série télévisée Sauvés par le gong, a subi un revers important en raison de l'accueil du film. Bien qu'elle ait espéré que ce rôle propulserait sa carrière au cinéma, la réaction négative du public et des critiques a freiné ses opportunités dans l'industrie.
Cependant, cette réception négative n'a pas empêché le film de trouver un public fidèle au fil des années, et il est devenu une œuvre culte appréciée pour son aspect kitsch et ses excès. L'analyse rétrospective de Showgirls a permis de le réévaluer sous un angle différent, où il est perçu comme une satire acerbe du rêve américain et des coulisses sombres de l'industrie du divertissement. Le film est souvent étudié pour sa représentation provocatrice de la sexualité, de l'ambition et du pouvoir, éléments qui ont contribué à en faire un sujet de débat et un objet d'étude dans la culture populaire et cinématographique.

## Synopsis
La jeune Nomi Malone se rend à Las Vegas dans l'espoir de faire carrière en tant que showgirl. Un dénommé Jeff, qui l'a prise en auto-stop, en profite pour lui voler ses affaires et son argent. Seule et perdue, Nomi rencontre par hasard Molly Abrams, une costumière et créatrice de costumes qui la prend comme colocataire. Molly invite Nomi dans les coulisses du spectacle Goddess donné au casino Stardust où elle travaille. Molly la présente à Cristal Connors, la vedette principale de la revue Topless. Quand Nomi dit à Cristal qu'elle danse au Club Topless Cheetah, Cristal se moque d'elle et lui dit qu'elle ne fait rien d'autre que se prostituer. Nomi étant trop perturbée pour aller travailler ce soir-là, Molly l'emmène danser au Holbank Pinks Club, où travaille en tant que videur James Smith. James demande à Nomi de danser avec lui mais se met à critiquer sa façon de danser, ce qui ne plaît pas à la jeune femme. James finit par se bagarrer avec des gens présents sur la piste de danse et la soirée dégénère. Nomi est arrêtée mais James la fait sortir de prison en payant sa caution.
Peu de temps après, Cristal et son petit ami Zack Carey, le directeur des divertissements du Stardust, vont au Cheetah Club et demandent à Nomi de faire une lap dance pour Zack. Manifestement, Cristal se sent attirée par Nomi et le lui montre clairement. Nomi effectue sa prestation à contrecœur contre 500 $ payés par Cristal.
Cristal, indirectement et sans le révéler, fait auditionner Nomi pour le spectacle de Goddess. Tony Moss, le directeur artistique, humilie Nomi en lui demandant de mettre de la glace sur ses seins pour les faire pointer. Furieuse, Nomi s'en va et retrouve James qui lui dit qu'elle a une autre carrière à envisager que de rester danseuse Topless, et lui explique qu'il a écrit un numéro de danse pour elle. Il lui affirme qu'elle est une excellente danseuse et vaut mieux qu'une simple showgirl. Malgré son attitude de rébellion envers Tony Moss, Nomi obtient le rôle au Stardust et quitte le Cheetah Club.
Entretemps, une rivale de la doublure de Cristal provoque volontairement un accident lors d'une répétition, lequel vaut à la doublure une fracture à la jambe qui l'empêche d'exercer pendant plusieurs mois. Peu à peu, Nomi en vient à séduire Zack Carey, qui la fait participer à une audition pour être la doublure de Cristal. Celle-ci comprend que Nomi et lui ont des relations intimes, et les tensions entre les deux femmes vont fortement augmenter. Nomi remporte le rôle, mais Cristal menace d'une action en justice le Stardust ; de ce fait, l'offre est finalement annulée. Après que Cristal s'est moquée une nouvelle fois de Nomi, cette dernière la pousse furtivement dans un escalier où elle se fracture la hanche. Nomi, imposée par Zack, remplace Cristal pour que le spectacle continue.
Bien que Nomi ait obtenu la gloire et la fortune qu'elle cherchait, elle se dispute avec Molly, qui a compris que Nomi avait poussé Cristal dans l'escalier et causé ses blessures. Plus tard, Molly se radoucit et assiste à la fête donnée par Nomi pour célébrer son nouveau statut. À cette occasion, elle rencontre son idole, le musicien Andrew Carver. Mais Carver se révèle être un pervers brutal. Il attire Molly dans sa chambre, la bat brutalement et la fait violer par ses gardes du corps. Molly est hospitalisée à la suite de cette agression violente. Nomi veut poursuivre Carver en Justice, mais Zack l'en empêche. Andrew Carter est une vedette de Las Vegas, il fait partie de "l'équipe" ; Molly devra se contenter d'une indemnisation financière. Zack, tout juste informé des recherches qu'il a demandées sur le passé de Nomi, la confronte à ce dernier : son père a tué sa mère puis s'est suicidé. Elle a été arrêtée à plusieurs reprises pour possession et usage de drogue, racolage et agression à main armée. Zack fait donc chanter Nomi, afin de protéger Carver.
Ne pouvant obtenir justice pour Molly sans devoir révéler son propre passé, Nomi décide de venger sa camarade par elle-même : elle rejoint Carver seul dans sa chambre d'hôte et le rosse violemment, sous la menace d'un couteau à cran d'arrêt, jusqu'à ce qu'il tombe inconscient. Elle retourne voir Molly à l'hôpital pour lui expliquer que Carver vient de payer très cher ses brutalités et qu'elle est donc vengée. Elle décide d'aller voir Cristal dans sa chambre d'hôpital pour s'expliquer sur son acte envers elle et s'excuser de l'avoir aussi grièvement blessée. Cristal admet avoir agi de même au début de sa carrière pour obtenir son premier grand rôle. Cristal lui confie que cet acte lui permet de mettre un terme à sa carrière au bon moment. Elle pardonne donc à Nomi. Les deux femmes échangent un baiser d'adieu.
Compte tenu de la situation extrême dans laquelle elle s'est mise, Nomi décide d'abandonner dans l'instant son rôle de vedette et de quitter Las Vegas. Elle part à pied sur l'autoroute et fait de l'auto-stop pour se rendre à Los Angeles. Par un curieux hasard, elle tombe sur Jeff, le conducteur qui lui avait volé sa valise et ses papiers à son arrivée. Elle exige la restitution de sa valise, en utilisant encore son couteau. Le film se termine en juxtaposant le panneau publicitaire montrant Nomi dans son rôle dans Goddess et un panneau routier indiquant la distance pour atteindre Los Angeles.

## Fiche technique
- Titre français et original : Showgirls
- Titre québécois : Les Girls de Las Vegas
- Réalisation : Paul Verhoeven
- Scénario : Joe Eszterhas
- Costumes : Ellen Mirojnick
- Photographie : Jost Vacano
- Montage : Mark Goldblatt et Mark Helfrich
- Musique : Dave Stewart
- Production : Lynn Ehrensperger, Charles Evans, Mario Kassar et Alan Marshall
- Sociétés de production : Carolco Pictures, Chargeurs, United Artists et Vegas Productions
- Sociétés de distribution : United Artists (États-Unis), AMLF (France)
- Budget : 45 000 000 $[1]
- Pays d'origine :  États-Unis,  France
- Langue originale : anglais
- Format : Couleur - 2,35:1 Cinémascope - Dolby SR Digital SR-D DTS SDDS - 35 mm
- Genre : drame érotique
- Durée : 131 minutes
- Dates de sortie[2] :
  - États-Unis : 22 septembre 1995
  - Belgique, France : 10 janvier 1996
- Classification :
  - États-Unis : NC-17 (interdit aux enfants de 17 ans et moins)
  - France : interdit aux moins de 12 ans en France

## Distribution
Légende : Version Française = VF[réf. nécessaire] et Version Québécoise = VQ
- Elizabeth Berkley (VF : Anneliese Fromont, VQ : Aline Pinsonneault) : Nomi Malone
- Kyle MacLachlan (VF : Bernard Gabay, VQ : Alain Zouvi) : Zack Carey
- Gina Gershon (VF : Micky Sébastian, VQ : Hélène Mondoux) : Cristal Connors
- Glenn Plummer (VF : Alan Boone, VQ : Gilbert Lachance) : James Smith
- Robert Davi (VF : Pascal Renwick, VQ : Éric Gaudry) : Al Torres
- Alan Rachins (VF : Richard Darbois, VQ: Pierre Chagnon) : Tony Moss
- Gina Ravera (VF : Dominique Westberg, VQ : Linda Roy) : Molly Abrams
- Lin Tucci (VF : Danièle Hazan, VQ : Mireille Thibault) : Henrietta Bazoom
- Greg Travis (en) (VF : Michel Mella, VQ : Jacques Lavallée) : Phil Newkirk
- Al Ruscio (VF : Henri Poirier) : M. Karlman
- Patrick Bristow (VF : Serge Faliu) : Marty Jacobsen
- William Shockley (VF : Benoît Allemane) : Andrew Carver
- Michelle Johnston (VF : Virginie Méry) : Gay Carpenter
- Dewey Weber (VF : Bruno Dubernat) : Jeff
- Rena Riffel (VF : Claire Guyot) : Penny / Hope
- Jack McGee (VF : Thierry Mercier) : Jack

## Production

### Genèse et développement
Le réalisateur Paul Verhoeven et le producteur Mario Kassar développent Showgirls juste après Basic Instinct. Ils abandonnent rapidement le projet, n'étant pas satisfaits du scénario de Joe Eszterhas que Paul Verhoeven juge proche de celui de Flashdance. Ils tentent alors de produire Crusades, un blockbuster sur les croisades avec Arnold Schwarzenegger. Après six mois de travail, Paul Verhoeven et Mario Kassar se rendent compte qu'en raison du tournage très couteux de L'Île aux pirates, Carolco Pictures ne pourra sûrement pas financer le budget de 100 millions de dollars de Crusade. L'Île aux pirates, sorti en 1995, sera d'ailleurs un énorme échec qui provoquera la faillite de Carolco Pictures. Paul Verhoeven et Mario Kassar décident donc de se focaliser sur Showgirls. Le scénario initial est modifié et s'inspire alors davantage du film Eve de Joseph L. Mankiewicz. À la suite des difficultés financières de Carolco Pictures, le projet Showgirls est relancé avec l'aide du producteur français Jérôme Seydoux et la société Chargeurs,.

### Attribution des rôles

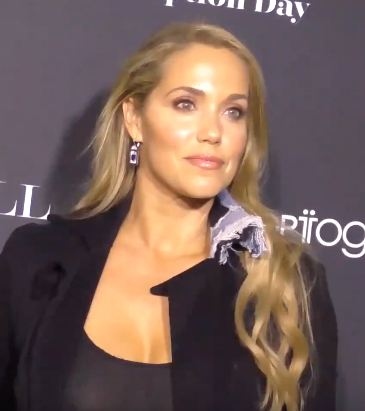
Elizabeth Berkley, ici en 2016

De nombreuses actrices seront envisagées pour le rôle principal : Pamela Anderson, Angelina Jolie, Vanessa Marcil, Denise Richards, Jenny McCarthy, Drew Barrymore, Charlize Theron ou encore Jennifer Lopez. Cette dernière expliquera quelques années plus tard avoir totalement raté son audition : « Je me souviens que c'était la pire audition de ma vie... J'ai revu Paul Verhoeven des années plus tard, et il m'a dit “Qu'est-ce qui s'est passé ce jour-là ?!”. Il se demandait pourquoi il m'avait pas casté, mais j'avais été vraiment nulle... Peut-être que c'était mieux ainsi en même temps ! ». Le rôle de Nomi Malone revient finalement à la quasi inconnue Elizabeth Berkley, qui avait notamment joué dans la série télévisée Sauvés par le gong.
Les producteurs souhaitaient par ailleurs Madonna pour incarner Cristal Conners, même si Sharon Stone, Sean Young, Daryl Hannah ou encore Finola Hughes ont été envisagées.
Le rôle de Zack Carey a notamment été proposé à Dylan McDermott, qui l'a refusé. L'autre choix principal était Kyle MacLachlan qui a donc finalement tenu le rôle.

### Tournage
Le tournage a lieu d'août à décembre 1994. Il se déroule dans le Nevada (Stateline, Carson City), notamment à Las Vegas (le Riviera, le Caesars Palace, le Stardust, Cheetah's Topless Club...). Quelques scènes sont tournées à Los Angeles (Los Angeles Convention Center, Raleigh Studios, Encino).
Sur le tournage, le réalisateur Paul Verhoeven jouit d'une liberté totale, notamment en raison de ses deux précédents succès : Total Recall et Basic Instinct. De plus, les dirigeants de Carolco Pictures sont alors davantage préoccupés par les problèmes financiers liés au film L'Île aux pirates. Paul Verhoeven déclarera plus tard à propos de cette liberté artistique : « J'étais totalement libre, j’ai fait exactement ce que je voulais faire ! Avec le recul, je me dis que ça a apporté au film un vrai style mais que ça ne l’a peut-être pas beaucoup aidé, commercialement… J’ai aussi peut-être un peu trop incité Elizabeth Berkley à adopter un jeu staccato, avec des mouvements très brusques et marqués. La manière dont elle danse, la nudité… C’était impossible pour de très nombreux Américains d’accepter ça. Même la scène de sexe dans la piscine, c’était beaucoup trop frontal, même si moi je trouvais ça drôle et léger… Mais ils n’ont pas dit qu’ils étaient choqués, ils ont dit que c’était nul, que Berkley était mauvaise, mais la vérité c’est qu’ils étaient choqués ! J’avais même prévenu Elizabeth à ce sujet… »

## Bande originale
La musique originale du film est composée par Dave Stewart, notamment connu comme membre du groupe Eurythmics. L'album de la bande originale contient également deux chansons inédites : une première version de I'm Afraid of Americans de David Bowie (dont l’enregistrement final sortira deux ans plus tard sur Earthling) et New Skin de Siouxsie and the Banshees.
Kissing the Sun du groupe The Young Gods n'apparait que sur l'édition américaine de l'album.
| Liste des titres | Liste des titres         | Liste des titres                                   | Liste des titres                  | Liste des titres | Liste des titres | Liste des titres | Liste des titres | Liste des titres | Liste des titres |
| No               | Titre                    | Auteur                                             | Interprètes                       | Durée            |                  |                  |                  |                  |                  |
| ---------------- | ------------------------ | -------------------------------------------------- | --------------------------------- | ---------------- | ---------------- | ---------------- | ---------------- | ---------------- | ---------------- |
| 1.               | Animal                   | Kevin McMahon                                      | Prick (en)                        | 4:09             |                  |                  |                  |                  |                  |
| 2.               | I'm Afraid of Americans  | David Bowie, Brian Eno                             | David Bowie                       | 5:12             |                  |                  |                  |                  |                  |
| 3.               | Kissing the Sun          | F. Treichler                                       | The Young Gods                    | 4:31             |                  |                  |                  |                  |                  |
| 4.               | New Skin                 | Siouxsie Sioux                                     | Siouxsie and the Banshees         | 5:36             |                  |                  |                  |                  |                  |
| 5.               | Wasted Time              | My Life with the Thrill Kill Kult                  | My Life with the Thrill Kill Kult | 3:55             |                  |                  |                  |                  |                  |
| 6.               | Emergency's About to End | Rob Zabrecky                                       | Possum Dixon (en)                 | 2:37             |                  |                  |                  |                  |                  |
| 7.               | You Can Do It            | Gwen Stefani, Eric Stefani, Tom Dumont, Tony Kanal | No Doubt                          | 4:14             |                  |                  |                  |                  |                  |
| 8.               | Purely Sexuel            | Xavier Amin Dphrepaulezz                           | Xavier                            | 4:01             |                  |                  |                  |                  |                  |
| 9.               | Hollywood Babylon        | Killing Joke                                       | Killing Joke                      | 6:44             |                  |                  |                  |                  |                  |
| 10.              | Beast Inside             | Thomas/Campbell/Wilson                             | Freaks of Desire (en)             | 5:43             |                  |                  |                  |                  |                  |
| 11.              | Helen's Face             | T. Halliday (en), A. Moulder                       | Scylla                            | 4:56             |                  |                  |                  |                  |                  |
| 12.              | Somebody New             | My Life with the Thrill Kill Kult                  | My Life with the Thrill Kill Kult | 2:37             |                  |                  |                  |                  |                  |
| 13.              | Goddess                  | David A. Stewart                                   | Dave Stewart                      | 3:27             |                  |                  |                  |                  |                  |
| 14.              | Walk into the Wind       | David A. Stewart, Terry Hall                       | Buggsy Pearce                     | 5:37             |                  |                  |                  |                  |                  |
| 63:13            |                          |                                                    |                                   |                  |                  |                  |                  |                  |                  |

## Accueil

### Critique
Lors de sa sortie, le film est accueilli par des réactions extrêmement négatives. Paul Verhoeven déclare : « Les critiques n’étaient pas seulement négatives. C’était une flambée d’agressivité et de haine. On en parlait comme du plus mauvais film jamais montré ». Pourtant, certains défendent le film, comme Quentin Tarantino ou encore Jacques Rivette qui déclare : « Showgirls est l’un des plus grands films américains de ces dernières années. Comme tout Verhoeven, c’est très déplaisant : il s’agit de survivre dans un monde peuplé d’ordures, voilà sa philosophie ».
Les critiques déplorent le manque d'érotisme du film et décrivent le degré élevé de nudité comme exploitant et dégradant pour les femmes. Dans le Los Angeles Times, Kenneth Turan écrit que le film « a réussi à rendre la nudité extensive exquisément ennuyeuse » et « descend dans une ennui incohérent ». Il ajoute : « Bien que les discours incessants des cinéastes sur la vision, l'art et l'honnête auto-expression nous amènent à attendre une biographie sexuellement explicite sur le Dalaï Lama, ce qui est en fait donné est déprimant et décevant ainsi que déshumanisant ».
Richard Corliss du Time écrit : « Eszterhas doit être excellent pour présenter des histoires, car l'art de l'écriture de scénario lui échappe. Une blague douce ici - la mauvaise prononciation du nom de Gianni Versace - est torturée en un motif sans fin. Nomi a un passé trouble, mais cela n'explique pas pourquoi elle est une créature si irritante ». Owen Gleiberman de Entertainment Weekly écrit : « Le cœur exploiteur de Showgirls est que Eszterhas et Verhoeven dissolvent efficacement la ligne entre la manière dont les hommes dans le monde du strip-tease traitent les femmes et la manière dont le film les traite. La plupart des personnages masculins sont des voyous misogynes, et même les quelques-uns sympathiques sont ridicules ».
Le personnage de Nomi est largement critiqué comme étant antipathique et « irritant,, ». Rita Kempley du Washington Post écrit : « Comme la bimbo qu'elle joue, Berkley a un talent d'actrice minimal qui limite ses choix de rôles. Cela rend les cinéastes à peine meilleurs que les propriétaires de clubs qui prostituent leurs employés. Ils vendent les corps des femmes, et Showgirls est un film d'exploitation pour les hommes qui ne veulent pas être vus entrant dans un cinéma porno ».
Dans une critique qui attribue au film 2 étoiles sur 4, Roger Ebert critique la nudité excessive et le scénario « juvénile » du film, affirmant que le film « ne contient aucun véritable érotisme ». Cependant, il écrit : « les valeurs de production sont de premier ordre, et la performance principale de la nouvelle venue Elizabeth Berkley a une énergie féroce qui est toujours intéressante ». Il trouve également certaines intrigues concernant les coups bas entre les danseuses divertissantes, disant : « C'est de la camelote, oui, mais pas ennuyeuse ». Dans une critique de 1998, il déclare que le film a reçu « quelques mauvaises critiques, mais ce n'était pas totalement terrible ».
Dans sa critique dans The New York Times, Janet Maslin écrit : « l'effort de faire le film le plus sale d'un grand studio en Amérique a conduit M. Verhoeven et M. Ezsterhas à créer un classique instantané de style camp ». Écrivant pour le San Francisco Chronicle, Edward Guthmann note : « De toutes les mauvaises critiques que Showgirls a reçues, on pourrait penser que les critiques du pays n'ont jamais vu de camelote de haute qualité auparavant. Certes, le conte de Paul Verhoeven sur une danseuse de lap dance de Las Vegas est l'un des plus grands ratés de tous les temps de Hollywood, mais il vient d'une longue et saine tradition - l'épopée de show-biz trashy et backstage », faisant référence à des films comme La Statue en or massif et Valley of the Dolls.
Stanley Kauffmann (en) est l'un des rares critiques à donner une critique positive dans The New Republic. Il commente : « Ce qui importe beaucoup plus que l'histoire ou les choses épicées, c'est la danse, la danse de show-biz. C'est électrique. Excitant ». Kauffman loue la performance de Berkley et commente : « En plus de sa danse grésillante, elle fait ce qu'elle peut avec le personnage mécaniquement vipérin qu'on lui a donné à jouer. Sarah Bernhardt n'aurait pas pu faire beaucoup plus avec cette partie robotique, et n'aurait pas pu faire la danse ». Il complimente également Ravera et Gershon. Il conclut que le film montre « que : (a) sous le glamour, Las Vegas est un endroit miteux et sournois ; et (b) Las Vegas est un microcosme des valeurs américaines à leur plus minable. Si vous pensez ne pas pouvoir survivre au choc de ces révélations, soyez prévenu ». Dans The New Yorker, Anthony Lane (en) dit : « Les débuts d'actrice de Berkley sont une joie, si on peut appeler cela de l'actrice : elle saute beaucoup pour indiquer l'excitation. Regarder ce film est comme surfer les feuilletons pendant quelques heures. Il n'y a pas de raison d'être offensé, alors vous pourriez aussi bien avoir un bon rire ».
Sur le site web de l'agrégateur de critiques Rotten Tomatoes, le film a un taux d'approbation de 23 % basé sur 79 critiques, avec une note moyenne de 3,7/10. Le consensus des critiques du site web dit : « Vil, méprisable, criard et misogyne - et cela pourrait bien être exactement le point de Showgirls ». Metacritic attribue au film un score moyen pondéré de 20 sur 100, basé sur 19 critiques, indiquant « des critiques généralement défavorables ». Les spectateurs interrogés par CinemaScore donnent au film une note moyenne de « C » sur une échelle de A+ à F.
MacLachlan se souvient avoir vu le film pour la première fois à la première :
« J'étais absolument stupéfait. J'ai dit : « C'est horrible. Horrible ! » Et c'est un sentiment très lent et déprimant quand on regarde le film, et la première scène sort, et on se dit : « Oh, c'est une scène vraiment mauvaise ». Mais on se dit : « Eh bien, la suivante sera meilleure ». Et on essaie de se convaincre que ça va s'améliorer [...] et ça empire. Et j'étais comme : « Wow. C'était fou ». Je veux dire, je ne m'attendais vraiment pas à ça. Donc à ce moment-là, je me suis éloigné du film. Maintenant, bien sûr, il a une toute autre vie comme une sorte d'inadvertante [...] satire. Non, « satire » n'est pas le bon mot. Mais c'est involontairement drôle. Donc il a trouvé sa place. Il offre du divertissement, bien que pas de la manière dont je pense qu'il était initialement prévu. C'était juste [...] peut-être le mauvais matériel avec le mauvais réalisateur et le mauvais casting,. »
En raison de la mauvaise réception de Showgirls, Striptease, un film de 1996 sur les danseuses nues avec Demi Moore, est dissocié de Showgirls dans les publicités. Elizabeth Berkley est abandonnée par son agent Mike Menchel après la sortie du film. D'autres agents refusent de prendre ses appels téléphoniques,. En 2013, elle dit également que la réception critique du film l'a fait arrêter la danse.
En 1997, Eszterhas dit :
« Il est clair que nous avons fait des erreurs. Il est clair que c'est l'un des plus grands échecs de notre époque. Il a échoué commercialement, critiquement, il a échoué sur cassette vidéo, il a échoué internationalement. [...] En rétrospective, une partie de cela était que Paul et moi venions de Basic, qui a défié les critiques et a été un énorme succès. Peut-être y avait-il une certaine arrogance impliquée : « Nous pouvons faire ce que nous voulons, aller aussi loin que nous le voulons ». Cette scène de viol était une erreur terrible. En rétrospective, une erreur terrible. Et musicalement, c'était éminemment oubliable. Et dans le casting, des erreurs ont été commises. »
Lors de la ressortie du film en 2016, le film est « réhabilité » et passe du statut de navet repoussant à celui de brûlot politique adulé,,,,. Pour Didier Péron et Olivier Lamm de Libération, « Verhoeven [...] ne juge pas, il regarde comment ce monde fonctionne et déraille en une épuisante frénésie qui esthétiquement ressemble à un rêve de partouze berlusconienne, il l’écoute sonner creux et s’égarer dans un désert saumâtre de rêves perdus ».
Jean-François Rauger du Monde qui déclarait en 1995 : « Le vide, même avec la conscience de la vacuité, reste le vide. », revient sur ses propos en 2016 en disant : « Oui, Verhoeven dépeint le vide de Las Vegas, et j'avais le sentiment qu’il n'y avait que du vide à l’écran. Or, le film n'est pas vide du tout… [...] c'est surtout Starship Troopers qui m'a tout fait comprendre : la dialectique entre le corps-simulacre, le corps-image, le corps fétichisé, et le corps réel, la biologie… Showgirls parle bien sûr de cela. [...] Quand on regarde les grands films de l'histoire du cinéma, on voit que très peu ont été compris en leur temps. L’art est toujours en avance. ».

### Box-office
Le film est un échec commercial en salles où il ne rapporte que 38 millions de dollars pour un budget de 45 millions, mais il est un succès en vidéo en rapportant plus de 100 millions de dollars,, devenant l'un des plus grands succès de ventes de la MGM,.
| Pays ou région    | Box-office      | Date d'arrêt du box-office | Nombre de semaines |
| ----------------- | --------------- | -------------------------- | ------------------ |
| États-Unis Canada | 20 350 754 $    | 2 novembre 1995            | 6                  |
| France            | 735 563 entrées |                            |                    |
| Total mondial     | 38 000 000 $    | -                          | -                  |

### Restauration et ressortie
En 2016, le film est restauré par la société de production cinématographique Pathé. Cette version est éditée en version DVD et Blu-ray. À cette occasion, le film ressort en salles dans sa version restaurée le 14 septembre 2016.

## Distinctions
Le film a reçu 13 nominations aux Razzie Awards 1996 comme celle du pire acteur pour Kyle MacLachlan. Lors de la cérémonie, Showgirls « remporte » les prix du pire film, du pire scénario, de la pire actrice et de la pire révélation féminine (Elizabeth Berkley), du pire couple à l'écran (« N'importe quelle combinaison de deux personnages ou de deux parties de corps »), de la pire bande originale et enfin du pire réalisateur pour Paul Verhoeven. Le cinéaste compte parmi les rares primés à être allés chercher personnellement la « récompense ».
En 2000, une cérémonie exceptionnelle des Razzie Awards « récompense » les pires films de la décennie et du siècle précédents. Showgirls est élu pire film de la décennie. Elizabeth Berkley est alors nommée dans les catégories pire actrice du siècle et pire révélation de la décennie.

## Commentaires
L'après Showgirls sera très difficile pour l'actrice Elizabeth Berkley, qui sera notamment abandonnée par son agent de l'époque. Dans une interview en 2015, le réalisateur Paul Verhoeven déclare notamment : « Showgirls a certainement ruiné la carrière d'Elizabeth Berkley. Il m'a aussi rendu la vie difficile, mais pas autant qu'il l'a fait pour Elizabeth. Hollywood lui a tourné le dos. S'il y avait quelqu'un à blâmer, cela aurait dû être moi parce que c'est moi qui pensais qu'il serait intéressant de la montrer comme cela ». La carrière du réalisateur en sera également chamboulée : « Je ne sais pas si c’était la bonne chose à faire, mais je l’ai fait, et quand le film est sorti cela n’a pas du tout été apprécié. Les gens ont haï ça, le public comme les critiques, et j’ai mis un certain temps à m’en relever, ça a presque détruit ma carrière, d’ailleurs peut-être que ça me nuit encore aux Etats-Unis… ».
L'affiche du film s'inspire d'une célèbre photographie du Slovaque Tono Stano,.

## Suite
Paul Verhoeven voulait initialement réaliser une suite intitulée Nomi Does Hollywood. L'idée sera vite abandonnée à la suite de l'échec du film. En 2011, Rena Riffel, qui incarne Penny dans Showgirls, écrit, produit et réalise une suite parodique et non officielle du film : Showgirls 2: Penny's from Heaven. Glenn Plummer y reprend également son rôle de James Smith.

## Documentaire
En 2019, le documentaire You Don't Nomi (en) sort aux États-Unis. Il est réalisé par Jeffrey McHale et revient sur l'histoire du film, sa sortie désastreuse en 1995 et sa réhabilitation qui en fera un film culte.